# Československá basketbalová liga 1980-1981
La Československá basketbalová liga 1980-1981 è stata la 53ª edizione del massimo campionato cecoslovacco di pallacanestro maschile. La vittoria finale è stata ad appannaggio dello Slavia VŠ Praga.

## Risultati

### Stagione regolare
|     | Squadra          | G  | V  | P  | PF   | PS   | Pt. | Qualificazione |
| --- | ---------------- | -- | -- | -- | ---- | ---- | --- | -------------- |
| 1.  | Slavia VŠ Praga  | 28 | 25 | 3  | 2630 | 2241 | 53  |                |
| 2.  | Inter Bratislava | 28 | 19 | 9  | 2592 | 2335 | 47  |                |
| 3.  | Zbrojovka Brno   | 28 | 15 | 13 | 2565 | 2454 | 43  |                |
| 4.  | Pardubice        | 28 | 13 | 15 | 2338 | 2378 | 41  |                |
| 5.  | VŠDS Žilina      | 28 | 12 | 16 | 2340 | 2534 | 40  |                |
| 6.  | Tatran Ostrava   | 28 | 11 | 17 | 2268 | 2386 | 39  |                |
|     |                  |    |    |    |      |      |     |                |
| 7.  | Chemosvit        | 24 | 10 | 14 | 2020 | 2074 | 34  |                |
| 8.  | Sparta ČKD Praga | 24 | 10 | 14 | 1978 | 2058 | 34  |                |
| 9.  | Baník Ostrava    | 24 | 10 | 14 | 2082 | 2188 | 34  | retrocesse     |
| 10. | Dukla Olomouc    | 24 | 7  | 17 | 1919 | 2084 | 31  | retrocesse     |

| Československá basketbalová liga 1980-1981 |
| ------------------------------------------ |
| Slavia VŠ Praga 8º titolo                  |

## Formazione vincitrice
| N° | Naz.                      | Ruolo | Sportivo         |  | Alt. |  |
| -- | ------------------------- | ----- | ---------------- |  | ---- |  |
|    | Cecoslovacchia (bandiera) | P     | Gustav Hraška    |  | 187  |  |
|    | Cecoslovacchia (bandiera) | C     | Jaroslav Skála   |  | 214  |  |
|    | Cecoslovacchia (bandiera) | A     | Vladimír Ptáček  |  | 201  |  |
|    | Cecoslovacchia (bandiera) | A     | Vlastibor Klimeš |  | 197  |  |
|    | Cecoslovacchia (bandiera) |       | Juraj Žuffa      |  |      |  |
|    | Cecoslovacchia (bandiera) |       | Bříza            |  |      |  |
|    | Cecoslovacchia (bandiera) |       | Zdeněk Terzijský |  |      |  |
|    | Cecoslovacchia (bandiera) |       | Doleček          |  |      |  |
|    | Cecoslovacchia (bandiera) |       | Hájek            |  |      |  |
|    | Cecoslovacchia (bandiera) |       | Dorazil          |  |      |  |
|    | Cecoslovacchia (bandiera) |       | V. Raška         |  |      |  |
|    | Cecoslovacchia (bandiera) |       | Matušů           |  |      |  |
|    | Cecoslovacchia (bandiera) |       | Plajner          |  |      |  |
|    | Cecoslovacchia (bandiera) | All.  | Jaroslav Šíp     |  |      |  |

## Fonti
- Ing. Pavel Šimák: Historie československého basketbalu v číslech (1932-1985), Basketbalový svaz ÚV ČSTV, květen 1985, 174 stran
- Ing. Pavel Šimák: Historie československého basketbalu v číslech, II. část (1985-1992), Česká a slovenská basketbalová federace, březen 1993, 130 stran
- Juraj Gacík: Kronika československého a slovenského basketbalu (1919-1993), (1993-2000), vydáno 2000, 1. vyd, slovensky, BADEM, Žilina, 943 stran
- Jakub Bažant, Jiří Závozda: Nebáli se své odvahy, Československý basketbal v příbězích a faktech, 1. díl (1897-1993), 2014, Olympia, 464 stran